# Abrucena
Abrucena és una localitat de la província d'Almeria, a la falda nord de Sierra Nevada.

## Demografia
| 1996  | 1998  | 1999  | 2000  | 2001  | 2002  | 2003  | 2004  | 2005  | 2006  |
| ----- | ----- | ----- | ----- | ----- | ----- | ----- | ----- | ----- | ----- |
| 1.460 | 1.462 | 1.460 | 1.455 | 1.437 | 1.413 | 1.391 | 1.386 | 1.358 | 1.339 |